# أم البنين
فَاطِمة بنت حُزَام الكِلَّابيَّة المعروفة باسم أم البَنين، هي زوجة أمير المؤمنين علي بن أبي طالب، تزوَّجها بعد وفاة زوجته فاطمة الزهراء. أنجبت منه أربعة أبناء، كان أكبرهم أبو الفضل العباس قائد قوَّات الحسين بن علي في معركة كربلاء وأمها ثمامة بنت سهل وجدها خالد بن ربيعة.

## نسبها
هي فاطمة بنت حزام بن خالد بن ربيعة بن عامر بن صعصعة الكلابية. وأمها ثمامة بنت سهل بن عامر بن مالك بن جعفر ملاعب الأسنة.

## ولادتها ونشأتها
وُلدت أم البنين من بيت عريق في العروبة والشجاعة، وليس في العرب أشجع من أبائها وأصل كريم. ولم يذكر التاريخ تاريخ ولادتها، وقيل بأن ولادتها تقع مـا بين (5 ــ 9 هـ)، ومعنى ذلك أنها ولدت عام 5 هـ. وذكر الكرباسي بأن أم البنين ولدت قبل عام 4.ق.هـ، وسموها فاطمة، وقيل بل اسمها أم البنين.

## نشأتها
تعتبر قبيلتها من أشرف القبائل العربية شرفًا، وأجمعهم للمآثر الكريمة التي تفتخر بها سادات العرب، ويعترف لها بالسيادة، لكثرة النوابغ من الرجال المبرزين والزعماء الممتازين بأكمل الصفات الكريمة وأتم الخصال الممدوحة، كالكرم والشجاعة والفصاحة وغير ذلك.

## زواجها
تزوجها أمير المؤمنين علي بن أبي طالب وذلك بعد وفاة فاطمة الزهراء حيث قال لأخيه عقيل وكان نسّابة عارفًا بأخبار العرب ذات يوم: «انظر لي امرأة قد ولدَّتها الفحولة من العرب لأتزوجها فتلد لي غلامًا فارسًا»، فقال له: «تزوّج بنت حزام الكلابية فإنه ليس في العرب أشجع من آبائها» وفي رواية أخرى «أخي، أين أنت عن فاطمة بنت حزام الكلابيّة، فإنّه ليس في العرب أشجع من آبائها». واختلف المؤرخون أن تكون فاطمة الكلابية الزوجة الثانية لعلي بن أبي طالب فقيل إنها الثالثة أو الرابعة وتسبقها أمامة بنت أبي العاص وخولة بنت جعفر بن قيس الحنفية. وكان مهرٍها خمس مئة درهم.

### اسمها
قيل في ذلك سببان:
- الأول: أن الذي كناها بأم البنين هو أبوها حزام، تيمُّنًا بجدتها ليلى بنت عمرو بن عامر بن ربيعة بن عامر بن صعصعة، حيث كان لها خمسة أبناء أكبرهم أبو براء ملاعب الأسنة، وقد ذُكر لذلك حدث، فإن حزامًا كان في سفر مع أصحابه، وقد نام فرأى في عالم الرؤيا أنه قد انعزل عن أصحابه ناحية في أرض خصبة وبيده درة يقلبها وهو متعجب من حسنها، وإذا به يرى رجلًا أقبل إليه من صدر البرية على فرس وسلَّم عليه، وسأله بكم تبيع هذه الدرة عندما رآها في يده، فقال له حزام بأنني لا أعرف قيمتها حتى أُقدِّر لك ثمنها، لكن أنت بكم تشتريها، فقال له الرجل، أنا أيضًا لا أعرف لها قيمة، لكن أهدها إلى أحد الأمراء، وأنا الضامن لك بشيء هو أغلى من الدراهم والدنانير، فقال له ما هو، قال أضمن لك به عنده الحظوة والشرف والزلفى والسؤؤد أبد الآبدين، فقال له حزام: وتكون أنت الواسطة في ذلك. قال: وأكون أنا الواسطة أعطني إياها فأعطاه إياها.

فلما انتبه حزام وقص رؤياه على أصحابه وطلب تأويلها، فقال له احدهم: إن صدقت رؤياك فإنك ترزق بنتًا ويخطبها منك أحد العظماء وتنال عنده بسببها القربى والشرف والسؤود.
وعند عودته من سفره بشروه بولادة زوجته ثمامة الحبلى، وأنها قد أنجبت له أنثى، فتهلل وجهه لذلك، وقال في نفسه قد صدقت رؤياي، وقال لهم أسموها فاطمة، وكنوها بأم البنين.
رؤيا حزام من الرؤيا المبشرات التي أشير إليها في النصوص، فقد ورد عن الإمام الصادق أنه قال: الرؤيا على ثلاثة وجوه: بشارة من الله للمؤمن، وتحذير من الشيطان، وأضغاث أحلام
وعلى أي حال، وفقًا لهذا القول، فسوف تكون تكنية وارثة الزهراء بهذا الكنية من أبيها، وأنها كنيت بها قبل وصولها إلى بيت علي بن أبي طالب، وقد كناها بها أبوها تفألًا بحسن حالها، لما رآه من رؤيا مبشرة له بذلك.
- الثاني: كان ذلك بطلب منها لزوجها بإن لا يناديها بفاطمة حتى لا يشعر أبناء فاطمة الزهراء بالحزن عند سماع اسم أمهم في كل مرة وطلبت منه منادتها بأم البنين تفاؤلا بالبنين بعد ولادتها.[13]

### أولادها
له أربعة أولادٍ العباس ثم عبد اللّه ثم جعفر ثم عثمان. وحضر هؤلاء الإخوة الأربعة مع أخيهم الحسين يوم كربلاء، وجاهدوا أمامه حتّى قتلوا 

## وفاتها

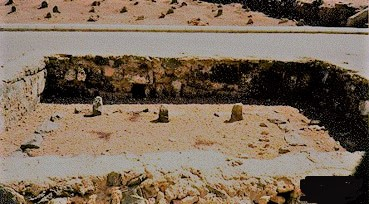
قبر أم البنين في جنة البقيع

قبرها في المدينة المنورة بالبقيع في الزاوية اليسرى وتوفيت في الثالث عشر مِن جمادى الآخرة سنة 64 للهجرة.